# Fabian von Schlabrendorff
Fabian Ludwig Georg Adolf Kurt Graf von Schlabrendorff (Halle, 1º luglio 1907 – Wiesbaden, 3 settembre 1980) è stato un giurista e militare tedesco.

## Biografia

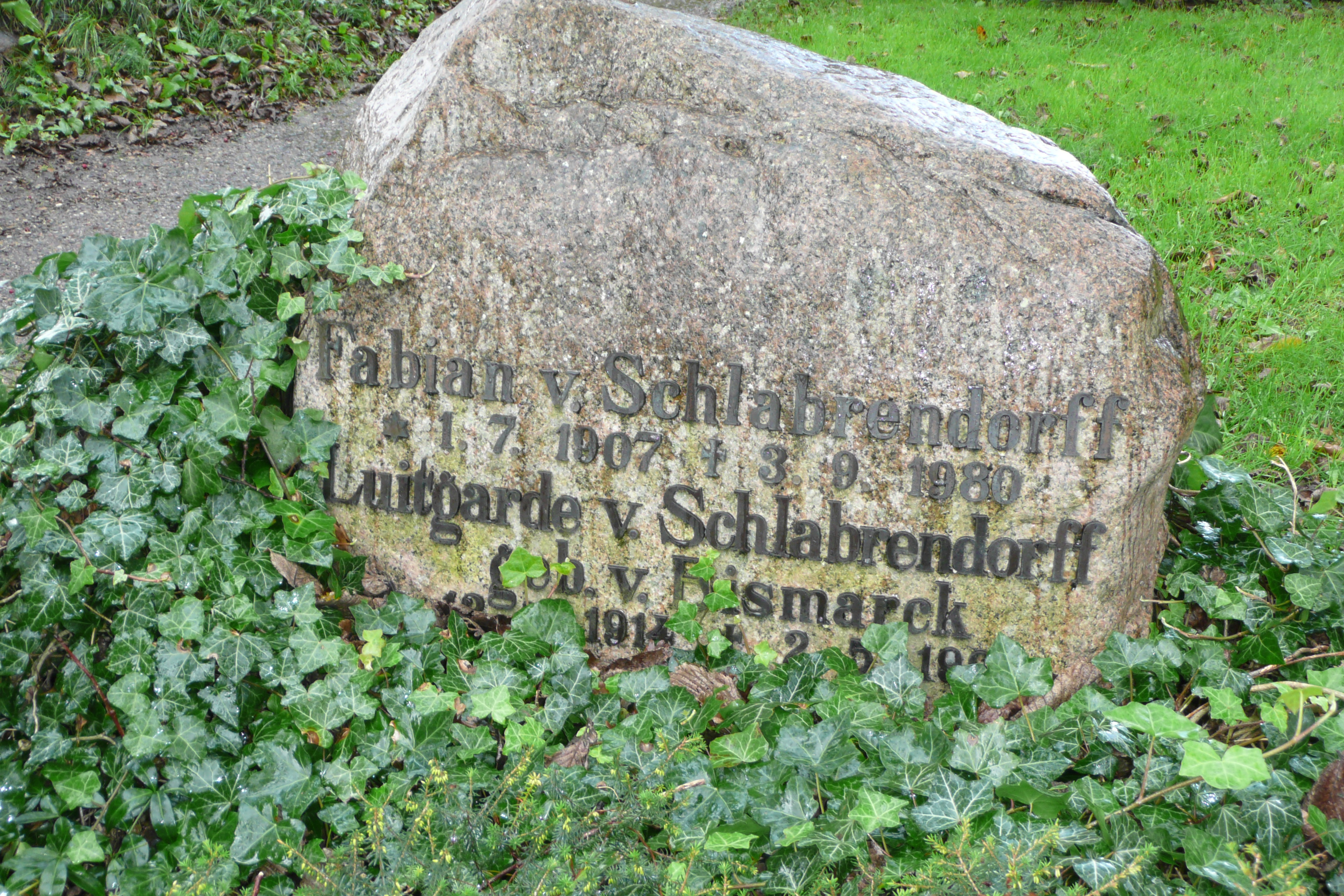
La tomba di Schlabrendorff.

Apparteneva alla nobiltà feudale dell'Assia, e studiò giurisprudenza e filosofia all'università di Colonia, laureandosi con il massimo dei voti. Successivamente intraprese la carriera militare in artiglieria e raggiunse il grado di maggiore. Cugino e aiutante di campo di Henning von Tresckow, partecipò insieme a lui ai complotti contro Adolf Hitler, e successivamente si unì a Wilhelm Canaris ed Erwin Lahousen von Vivremont come guida dell'Abwehr. In particolare, insieme a Tresckow, fu protagonista dell'attentato del 13 marzo 1943, quando due bombe da lui collocate nell'aereo del Führer non esplosero.
Dopo il suicidio di Tresckow, venne arrestato dalla Gestapo e rinchiuso in carcere, dove fu torturato, rifiutandosi però di parlare. Mentre era in prigionia incontrò altri cospiratori, come Wilhelm Canaris, Hans Oster, Ulrich von Hassell, Johannes Popitz, Carl Goerdeler, Josef Müller e Alexander von Falkenhausen. Il 3 febbraio 1945 fu portato davanti al Tribunale del Popolo, dove sarebbe stato processato dal fanatico presidente Roland Freisler. Tuttavia, mentre era in attesa di giudizio, la sede del tribunale fu bombardata da una squadra di bombardieri americani, guidati dal tenente colonnello Robert Rosenthal. Freisler morì nel bombardamento proprio mentre metteva in sicurezza i documenti relativi alla posizione di Schlabrendorff.
Sopravvissuto al bombardamento, nel marzo 1945 fu portato nuovamente davanti al Tribunale del Popolo, ora guidato dal presidente ad interim Wilhelm Crohne. In seguito ad un processo nel quale poté difendersi efficacemente e denunciare le torture subite (Crohne, sebbene anche lui nazista, era molto più ligio ai suoi doveri da giudice di Freisler), fu assolto dalle accuse per insufficienza di prove, in un raro caso di correttezza giuridica della storia del Tribunale del Popolo.
Rilasciato, dopo poco tempo  venne nuovamente arrestato dalla Gestapo e inviato senza processo nel campo di concentramento di Sachsenhausen. Da lì venne spostato in numerosi altri campi (Flossenbürg, Dachau, Innsbruck), man mano che il fronte retrocedeva verso Berlino. Hitler ne ordinò personalmente l'esecuzione, ma non fu eseguita per motivi sconosciuti. Nell'aprile 1945 fu trasferito in Alto Adige, dove venne tenuto in ostaggio dalle SS a Villabassa, in Val Pusteria. Nei giorni finali della guerra venne infine liberato da un'unità della Wehrmacht, guidata dal capitano Wichard von Alvensleben, che mise in fuga le SS. Rimase in Alto Adige fino all'arrivo della 5ª Armata statunitense il 5 maggio 1945.
Dopo la guerra, venne insignito di numerose decorazioni, tra cui la Gran Croce dell'Ordine al Merito della Repubblica Federale di Germania nel 1967. Fu tra i fondatori della Costituzione tedesca. Inizialmente lavorò di nuovo come avvocato. Dal luglio 1955 al 1956 fu membro del comitato di valutazione del personale della nuova Bundeswehr. Dal 1º settembre 1967 al 7 novembre 1975 fu giudice presso la Corte costituzionale federale (II senato). Morì a Wiesbaden il 3 settembre 1980, all'età di 73 anni.